# یان هارلن
یان هارلن (انگلیسی: Jan Harlan؛ زادهٔ ۵ مهٔ ۱۹۳۷) کارگردان و تهیه‌کننده اهل آلمان است. از فیلم‌هایی که وی در آن نقش داشته است، می‌توان به استنلی کوبریک: یک زندگی در تصاویر اشاره کرد.